# Polymerus fulvipes
Polymerus fulvipes är en insektsart som beskrevs av Knight 1923. Polymerus fulvipes ingår i släktet Polymerus och familjen ängsskinnbaggar. Inga underarter finns listade i Catalogue of Life.